# Heimioporus anguiformis
Heimioporus anguiformis är en svampart som först beskrevs av Roger Heim, och fick sitt nu gällande namn av E. Horak 2004. Heimioporus anguiformis ingår i släktet Heimioporus och familjen Boletaceae.   Inga underarter finns listade i Catalogue of Life.